# Paulilatino
Paulilatino (sardisk: Paùlle) er en by og en kommune (comune) i provinsen Oristano i regionen Sardinien i Italien. Byen ligger i 280 meters højde og har 2.234 indbyggere (2016). Kommunen har et areal på 103,85 km² og grænser til kommunerne Abbasanta, Bauladu, Bonarcado, Fordongianus, Ghilarza, Santu Lussurgiu, Solarussa, Villanova Truschedu og Zerfaliu.